# I gigli
Il centro commerciale "I Gigli" è un complesso architettonico ad uso commerciale situato nella zona industriale di Capalle, nel comune di Campi Bisenzio, in provincia di Firenze.

## Storia
La realizzazione del centro commerciale "I Gigli" è il risultato di una serie di atti riguardanti l'area metropolitana Firenze-Prato-Pistoia, che vanno dallo Schema strutturale e Piano regionale integrato dei trasporti, all'accordo di programma tra Regione Toscana, Provincia di Firenze, Comune di Sesto per la via Mezzana Perfetti Ricasoli; dal PRG 1985 (variante generale al PRG 1971) del Comune di Campi Bisenzio, alla Variante nord produttiva; all'accordo di programma tra Regione Toscana, Comune di Campi Bisenzio, Comune di Firenze e Provincia di Firenze per il nuovo insediamento produttivo FIAT a Campi ed infine al Progetto d'insieme ed ai diversi piani particolareggiati.
La proposta nasce infatti nel 1991 all'interno dell'accordo di programma tra la Regione Toscana e i comuni di Firenze e di Campi Bisenzio per il trasferimento del vecchio stabilimento FIAT di Novoli, ma già nel PRG del Comune di Campi del 1985, approvato nel 1988, veniva individuata nell'area agricola posta presso Capalle, non più coltivata e circondata dall'hinterland industriale tra Firenze e Sesto Fiorentino, la zona da destinare a grandi funzioni industriali, commerciali e direzionali. Tale ipotesi localizzativa aveva acquistato una maggiore concretezza nell'ambito dello Schema strutturale elaborato dalla Regione Toscana nel 1990, in cui l'area veniva classificata come Caposaldo 7 all'interno del Piano regionale, dando così il via al dibattito sulle funzioni e sulle architetture da realizzarvi.
Insieme al confronto con la FIAT per lo spostamento dell'impianto di Novoli, vengono discussi nel 1991 la proposta del Centro P per la localizzazione di alcune attività produttive pregiate e la realizzazione di un centro commerciale integrato da costruirsi su terreni già di proprietà della famiglia Pecci di Prato la quale, affiancata dal gruppo PAM - insieme soci nella società Sileasud - si fa promotrice dell'iniziativa.
Oltre alle molte problematiche che la proposta evidenziava, il progetto del centro commerciale incontrò notevoli resistenze, ragione per cui dal comune di Campi venne richiesto, come condizione imprescindibile, un intervento di alta qualità architettonica. Siglati gli accordi preliminari nel 1991, attivate tra il 1992 e il 1993 la procedure di variante al PRG, adottati nel 1994 i piani particolareggiati, finalmente nel 1995 venne rilasciata la concessione edilizia per la costruzione del centro.

### Il progetto
Il progetto architettonico è stato redatto tra il 1993 e il 1995 dallo studio Natalini Architetti di Firenze, scelti dalla committenza in una rosa di diversi noti professionisti toscani e non. L'intervento di Adolfo e Fabrizio Natalini si collocava tuttavia all'interno di un Progetto d'insieme, esteso a livello paesistico, definito dall'architetto Francesco Ventura - teso a coordinare i tre piani particolareggiati del complesso industriale, del centro commerciale e dello stabilimento FIAT - e doveva adattarsi ad un pre-progetto del centro commerciale preparato dagli studi tecnici interni alla società Sileasud e dai loro consulenti.
Inizialmente il lavoro degli architetti fiorentini doveva quindi limitarsi ad una "super-consulenza" artistica per la sistemazione degli interni, degli spazi pubblici e della galleria del centro stesso. L'intervento Natalini ha invece lentamente modificato il pre-progetto iniziale e si è allargato a scala territoriale, ridisegnando l'intera area ed organizzando il centro come una serie di luoghi connotati, riconoscibili e inseriti in una sequenza il più possibile lineare.

### L'appalto
La costruzione è stata suddivisa in trenta differenti appalti coordinati dalla Direzione dei Lavori assunta dalla direzione tecnica gruppo PAM e dalla Engineering Serete Italia di Cologno Monzese (MI) con l'ingegnere Tullio Francescatti; il progetto degli impianti meccanico ed elettrico si deve rispettivamente alla Serete Italia ed allo Studio Fellini di Padova.
Hanno partecipato alla realizzazione, fra le altre, le seguenti imprese: Polistrade di Campi Bisenzio (FI) per le opere di urbanizzazione; Gepco di Genova per le opere edili; Icels di Roma per i pali di fondazione; Ged di Pievesestina (FC) per le strutture prefabbricate, i prefabbricati e la carpenteria metallica; Holzbau di Bressanone (BZ) per le strutture in legno lamellare; Isocaf di Vigonza (PD) per le impermeabilizzazioni; Tecnocop di Villafranca di Verona (VR) per le coperture; Tosoni di Villafranca di Verona (VR) per i serramenti; Sadi di Altavilla Vicentina (VI) per i controsoffitti; Cis di Massa (MS) per le pavimentazioni in marmo; Tecnointerni di Quarto Inferiore (BO) per i rivestimenti in legno; Ceramica Ligure di Ponzano Magra (SP) per i pavimenti; Galli Elettromeccanica di Erba (CO) e Sice di Padova per l'impianto elettrico; Satrel di Prato, Berica di Arzignano (VI) e Cefla di Imola (BO) per l'impianto termotecnico; Schindler di Concorezzo (MI) per i nastri trasportatori ascensori; Studio Giardino di Tessera (VE) e Conti di Agliana (PT) come vivaisti.

### La gestione
Il centro commerciale "I Gigli", fin dalla sua inaugurazione, è in gestione alla società di consulenza Larry Smith. Attualmente la direttrice del centro commerciale è Saviola Chesi, che dal marzo 2025 ha sostituito Antonino d’Agostino, in carica dal 2018.

## Ubicazione
Posto a nord dell'abitato di Capalle nei pressi di Campi Bisenzio, in posizione baricentrica all'interno dell'area metropolitana Firenze - Prato - Pistoia, il complesso de "I Gigli" segna fortemente lo scenario paesistico soprattutto con le emergenze dei totem, i tralicci metallici, cioè, - di forma circolare quelli sopra le torri di ingresso, e triangolari quelli posti nell'area di parcheggio - che raccolgono la segnaletica luminosa e che costituiscono ormai nuovi segni di identificazione nel territorio.
Lo circonda una complessa viabilità: in primo luogo, la vicinanza dei due percorsi autostradali dell'autostrada del Sole e della Firenze - Mare, dai quali il centro è accessibile mediante i caselli rispettivamente di Calenzano - Sesto F.no e di Prato Est. A scala più ravvicinata, l'area è delimitata dalle vie Mezzana Perfetti Ricasoli a nord e f.lli Cervi a sud, dalla strada provinciale Barberinese ad est e ad ovest dal torrente Marinella il quale, secondo le previsioni del progetto d'insieme elaborato per conto del comune di Campi dall'architetto Francesco Ventura, dovrà essere "rinaturalizzato" mediante una serie di opere di restauro ecologico.
È inoltre prevista, ai fini del rafforzamento della viabilità dell'intero comprensorio industriale, una nuova superstrada tra Prato e Firenze che sarà dotata di un grande svincolo in corrispondenza del centro stesso.
Da Firenze, si arriva ad "I Gigli" dopo l'attraversamento dell'estrema periferia cittadina disposta lungo la via Pistoiese e percorrendo poi la via Barberinese fino al centro della "piana" di Sesto, caratterizzata da pesanti insediamenti industriali; tuttavia, come nota Richard Ingersoll, "l'unico riferimento logico per l'orientamento, a cui un luogo come questo possa affidarsi, sono le uscite dell'autostrada", dato che "il mall non ha alcun tipo di connessione con il suo intorno, ma solo con le grandi arterie commerciali", vista anche l'attuale insufficienza dei percorsi viari, spesso congestionati dal traffico diretto al Centro stesso.
Il centro commerciale è circondato da un megaparcheggio pubblico previsto per 6.000 posti auto ed ancora in fase di espansione, segnato dalla presenza dei totem di metallo; per tentare di ridurre il forte impatto ambientale è stata sistemata su tutta la superficie del parcheggio un'alberatura di pioppi cipressini intervallati da aceri e da gelsi.
Secondo le parole dell'architetto Natalini, il centro commerciale è stato inserito nel territorio "come qualcosa in grado di riannodare una maglia ormai prossima alla disgregazione dotandola di un nuovo senso", raccordandosi al terreno mediante grandi scarpate erbose elevate fino a 5 metri e cercando la continuità con l'argine del fiume "sempre attraverso la modellazione del terreno".
In seguito alla realizzazione del centro è stato infatti avviato un complessivo riassetto viario della zona ed il risanamento idrico e geologico dell'intera area: la prevista creazione del parco del Marinella, con l'uso di piantumazioni autoctone ed il tracciato di percorsi pedonali e ciclabili, farà dell'area de "I Gigli", secondo Adriano Chini, sindaco di Campi Bisenzio, "una zona godibile per tutta la collettività campigiana e non solo per i fruitori del centro"
Di impianto longitudinale, a forma di un ideale rettangolo le cui dimensioni massime di 390 × 180 m sono state visivamente ridotte attraverso una serie di scalettature di lunghezza variabile sui fianchi, l'edificio del centro commerciale si dispone sull'asse nord-sud con il lato lungo adiacente alla via provinciale Barberinese, che corre sul lato est.

## Descrizione
Esteso su una superficie totale di 282 000 m², di cui 120 000 m² previsti a parco attrezzato e 68 000 m² di superficie utile comprendente un ipermercato di 23 000 m², 10 medie superfici per 25 000 m², 140 negozi per 18 500 m², un "mercatino di piazza" (interno) di 1 500 m², il centro commerciale è stato inaugurato il 29 maggio 1997, dopo due anni di lavoro (1995-1997) con il cantiere organizzato "a pelle di leopardo", avanzando cioè non linearmente ma a macchie anche distanti fra loro.
Un basilare aspetto della progettazione è stato quello inerente al fattore tecnologico e costruttivo, per il notevole grado di complessità del sistema tecnico-impiantistico che presiede alla vita del centro: per alimentare il comparto è stato necessario realizzare una nuova centrale ENEL che fornisce energia in media tensione, integrata ad un sistema di cogenerazione con centrale alimentata a gas metano. A livello costruttivo, poderoso è il sistema di fondazione, distribuito su circa 2.000 pali di lunghezza tra i 18 e i 26 m gettati in opera, per uno sviluppo totale di 55.000 m, su cui poggiano i plinti in cemento armato che accolgono le risultanti statiche derivanti dalle luci delle campate interne, dei carichi dei solai e del sistema misto delle coperture.
La concezione del centro come "sequenza" di luoghi connotati e differenziati fra loro ha portato inoltre all'uso di tecniche costruttive miste con parti realizzate in opera ed altre fuori opera: il sistema di prefabbricazione ha consentito di studiare circa 40 diverse tipologie di pannelli di rivestimento in laterizio e cls bianco per la definizione degli esterni; le due torri di ingresso sono costituite da un sistema di costoloni centinati e forati disposti a stella, realizzati in opera e poi finiti con rivestimenti lapidei naturali e artificiali; le due corti sono state realizzate con la prevalenza di strutture in acciaio, mentre la galleria centrale si avvale di una struttura mista di pilastri in calcestruzzo e travi in legno lamellare che coprono in un'unica campata una luce di 32 m.
Le coperture delle corti e della galleria sono state realizzate con un manto antimeteorico costituito da un primo soffitto in acciaio verniciato sul quale è realizzata una barriera al vapore ed un isolamento termico in polistirene estruso, una camera di ventilazione con impalcato continuo in legno trattato, con infine un manto di rame installato con il sistema dell'aggraffatura in loco dei canaloni di rame con fissaggi a scomparsa.
L'uso di materiali differenti pur assemblati con tecnologie d'avanguardia è pensato, secondo i progettisti, "per dare un aspetto organico e in qualche modo tradizionale al fabbricato secondo un richiamo a tecniche costruttive vernacolari e tipiche del territorio nel quale il fabbricato si colloca".

### Esterno
Sul lato ovest si aprono gli ingressi, simmetrici rispetto al fronte, identificabili dalle due torri cilindriche che, dopo una base in laterizio, si innalzano con strutture metalliche sulle quali dovevano originariamente essere raccolta la segnaletica pubblicitaria, poi riunita invece sui tralicci triangolari del parcheggio per lasciare le torri cilindriche alle sole insegne dell'ipermercato Panorama ed al simbolo luminoso del centro. Le torri recano inoltre le scritte con l'identificazione delle due entrate: corte Tonda, ubicata verso il lato sud, e corte Lunga, verso il lato nord. Le basi cilindriche su cui si impostano i tralicci metallici sono scandite da quattro file verticali di aperture rettangolari intervallate da un rivestimento in fasce di laterizio e quadroni di pietra artificiale bianca disposti a scacchiera.
Il medesimo rivestimento si ritrova sui volumi posti sugli angoli nord-ovest e sud-ovest, il cui movimentato accostamento "riporta le dimensioni ad una scala più minuta": meno elevati rispetto alle torri, che ne risolvono l'aggancio con il lungo volume centrale della galleria, i corpi d'angolo sono chiusi con pannellature in laterizio disposte secondo un disegno a griglia regolare di lesene e marcapiani, intervallati da quadroni bianchi in pietra artificiale e conclusi da un cornicione in aggetto sostenuto da beccatelli ancora in pietra artificiale bianca, usata anche per il rivestimento dell'alta zoccolatura dei corpi adiacenti agli ingressi, e come rinforzo degli spigoli dei singoli volumi che si innalzano frammentati al di sopra delle scarpate erbose di raccordo con il terreno.
Il tema dei terrapieni erbosi si ripete nel volume della lunga galleria centrale, disposta longitudinalmente tra le due torri che ne permettono l'accesso.
A copertura arcuata in rame preossidato verde, il corpo della galleria si allarga infatti verso il suolo con grandi scarpate in parte ricoperte da un manto di verde - in diversi punti interrotte da ingressi di servizio e di sicurezza - che assolvono anche il compito di nascondere i volumi tecnici ubicati alle due estremità della galleria. Oltre i terrapieni si disegnano gli sheds della copertura che permettono l'illuminazione da nord dell'interno della galleria, coerentemente pensato, secondo l'interpretazione di Ingersoll, "formalmente allusivo ad un ambiente racchiuso, quasi una grotta, che accolga il visitatore strappandolo al mondo per trasportarlo nel reame del consumismo".
Alla galleria si collega, estesa verso la via Barberinese, una piastra più bassa, nuovamente definita all'esterno da pannellature in laterizio e calcestruzzo bianco cornate dal cornicione in aggetto e disposte secondo un disegno a fasce e sfondati modulari che riporta sulla lunga facciata una sorta di "ordine architettonico" funzionando anche da scansione per l'inserimento delle aperture necessarie (porte di sicurezza, finestre, vani di scarico merci). La piastra accoglie sulla copertura un'ulteriore parcheggio accessibile tramite due rampe, con la capacità di circa 600 auto ordinate dai lucernari per l'illuminazione degli spazi sottostanti. Al piano della copertura si aprono inoltre sui lati nord e sud altri due ingressi che permettono l'accesso diretto ai piani alti del centro e di qui la discesa alle corti del pianterreno.

### Interno
All'interno, l'edificio si configura come una sequenza di luoghi fortemente e peculiarmente connotati, che rifuggono totalmente dal concetto di qasba per disporsi invece in una logica successione lineare: gli ingressi - orientati in modo baricentrico rispetto al parcheggio in modo da condurre il consumatore agli estremi della galleria commerciale rendendo inevitabile la visita alla totalità dei negozi; le corti o piazze - luoghi di orientamento, di smistamento e di sosta; la galleria centrale - percorso longitudinale caratterizzato a piano terra dalla fitta sequenza delle attività commerciali e al primo piano dai servizi di altro tipo (ristorazione, attività paracommerciali ecc.).
Malgrado l'alto grado di complessità degli aspetti tecnico-impiantistici e funzionali che presiedono alla vita del complesso, l'architettura evita anche all'interno l'esibizione tecnologica, cercando invece di configurare l'enorme spazio come possibile luogo di incontro e di aggregazione mediante soprattutto la cura delle finiture: i materiali pregiati ed il disegno della pavimentazione, l'arredo, le opere sospese, l'illuminazione artificiale affidata a grandi lampadari in ferro e a lampioni a globo, la presenza del verde. Non sfugge inoltre la zonizzazione per aree tematiche degli spazi commerciali (zona arredo sulla corte Lunga, zona ristorazione al primo piano sulla corte Lunga, zona abbigliamento sulla corte Tonda, zona alimentari, attività specializzate e servizi nella galleria) che vuole rendere facilmente fruibile il centro.
Le torri d'ingresso appaiono all'interno come spazi a sé stanti illuminati dalle alte aperture rettangolari, con una struttura ad archi radiali i cui piedritti sono interrotti all'altezza del primo piano da un ballatoio che consente l'affaccio sullo spazio sottostante e la lettura d'insieme del disegno della pavimentazione, in marmo bianco lago e rosso dei Carpazi a cerchi concentrici e fasce radiali. La connotazione raffinata degli spazi pubblici, abbastanza inusuale nei modelli consolidati di centro commerciale, è stata possibile attraverso un attento lavoro di risparmio sul progetto: di qui l'uso del rivestimento esterno in cotto intervallato dalla pietra artificiale, l'adozione di marmi pregiati per le pavimentazioni degli ingressi, delle corti e della galleria, la scelta del legno per la copertura e le pareti interne della galleria stessa. Dagli ingressi ci si immette nelle corti, disposte alle due estremità della galleria centrale e ad essa collegate mediante imbocchi di dimensione più ridotta.

#### Corte Tonda
La corte Tonda, a sud, è di forma circolare con un diametro di 32 m, la struttura perimetrale a pilastri interrotti dal ballatoio all'altezza del primo piano e la copertura a sheds al di sopra di un tamburo circolare, schermata da una griglia di sottili travature. La funzione parallela di luogo di sosta è evidenziata dalla presenza di un enorme vaso centrale circondato da panche in legno, elemento di arredo dove i consumatori possono sedere accanto al Ficus Beniamina formato ad alberello, mentre altri apporti di verde si affacciano dal ballatoio.

#### Corte Lunga
La corte Lunga, a nord, è invece un rettangolo di 50 × 25 m (50 × 32 m al primo piano), dove 
si ripete la struttura a pilastri con ballatoio a metà altezza e la copertura a sheds impostata su un tronco di piramide a cassettoni. I grandi vasi-sedili sono posti in questo caso alle quattro estremità della corte, attraversata al centro da tappeti mobili inclinati che permettono la salita e la discesa al/dal primo piano. Il collegamento con il piano superiore è assicurato anche da due scale mobili adiacenti alla corte Tonda, dagli ascensori e da diverse scalinate poste nei pressi degli ingressi e alle estremità della galleria.

#### La galleria commerciale
Quest'ultima, lunga 170 m, larga circa 30 m ed alta 15 m, si caratterizza per la struttura in pilasti in cemento armato faccia a vista e la suggestiva copertura in archi di legno lamellare, che schermano la luce proveniente dagli shed esterni oltre a contribuire al controllo climatico ed acustico dell'enorme ambiente. Le pareti laterali sono occupate fino all'altezza di 4 m dalle vetrine dei negozi e dal fronte dell'ipermercato, mentre superiormente sono chiuse da pannelli verticali in legno inclinati, che nascondono le gallerie degli impianti. La parte centrale della galleria è occupata da tre isole di negozi che frammentano l'enorme spazio riducendolo ad una scala più accessibile e disegnano due lunghi corridoi laterali della sezione di circa 6 m, collegati da ampi passaggi trasversali.
Nel 2021 è stato aggiunto anche un percorso sopraelevato (il "Cammin dei Gigli") che valorizza l'area sopra ai negozi della galleria, congiungendo anche i piani superiori delle due "corti" alle estremità.
La galleria del centro "I Gigli" è di proprietà del gruppo olandese Eurocommercial Properties nv, con i suoi 17,5 milioni di visitatori annui è il secondo centro commerciale più visitato in Italia.
Al 26 luglio 2011 sono 134 i punti vendita disponibili per la clientela di cui 14 ricavati da una recente riduzione della superficie di vendita occupata dall'Ipermercato Panorama. Importanti marchi internazionali (Apple, H&M, PRIMARK, Geox, Benetton, Zara, Mondadori, Coin, OVS, Media World e Hollister) sono presenti nella galleria commerciale.

## Fortuna critica
Più che per il valore della sua architettura, valore peraltro unanimemente riconosciuto per la felice combinazione di moderne tecnologie e di materiali naturali propri del territorio (cotto, rame, legno), secondo una scelta tesa, con le parole dello stesso Natalini "a radicare l'edificio nel luogo e nella storia", il centro de "I Gigli" viene soprattutto ed insistentemente considerato per le sue "valenze sociali", rappresentando un "esempio possibile di collaborazione fra pubblico e privato" che dovrebbe consentire la valorizzazione dell'area metropolitana Firenze - Prato - Pistoia..
A queste considerazioni si oppongono diverse voci di dissenso: in primo luogo il gruppo politico dei Verdi, per i quali "gli ipermercati sono frutti avvelenati dell'ideologia della metropoli" ed "I Gigli" rappresentano un "errore clamoroso in termini sociali ed ambientali".
Secondo Richard Ingerson, che pure avverte nell'architettura del centro "i segni della presenza di un architetto sensibile" ed "una sorta di riscatto formale nel solido terrapieno che riveste gran parte delle pareti esterne del mall", il grande contenitore di commercio può costituire una valida e soddisfacente alternativa alla città soltanto se la funzione commerciale si presta "ad essere permeata da altre dimensioni dello spazio e del tempo urbano - come la residenza, le scuole, i servizi sanitari, le attrezzature per il tempo libero".
Contrario ai centri commerciali, soprattutto nelle aree interne alla città, si dichiara anche Roberto Nesti, per gli effetti di "stravolgimento" che essi apportano sul tessuto cittadino, per la cancellazione della piccola distribuzione - "elemento strutturale di grande importanza che copre non solo l'aspetto commerciale ma che assume su di sé una serie di elementi essenziali per l'equilibrio della città" -, per l'impatto veicolare che essi producono.